# The Case Against Education
The Case Against Education: Why the Education System Is a Waste of Time and Money é um livro escrito pelo economista libertário Bryan Caplan e publicado em 2018 pela Princeton University Press. Com base no conceito económico de sinalização do mercado de trabalho e em investigações em psicologia educacional, o livro argumenta que grande parte do ensino superior é muito ineficiente e tem apenas um pequeno efeito na melhoria do capital humano, ao contrário do consenso convencional economia do trabalho.
Caplan argumenta que a função principal da educação não é melhorar as habilidades dos alunos, mas certificar a sua inteligência, consciência e conformidade — atributos valorizados pelos empregadores. Caplan estima, em última análise, que aproximadamente 80% do retorno dos indivíduos à educação é resultado da sinalização, sendo o restante devido à acumulação de capital humano.

## Resumo

### Modelo de capital humano
A base do esforço para aumentar o nível de escolaridade em todos os níveis é o modelo de capital humano da educação, que começou com a investigação de Gary Becker. O modelo sugere que o aumento do nível educacional causa maior prosperidade ao dotar os alunos de maiores habilidades. Como consequência, os subsídios à educação são vistos como um investimento positivo que aumenta o crescimento económico e cria efeitos colaterais ao melhorar o engajamento cívico, a felicidade, a saúde, etc.
Caplan argumenta contra o modelo devido a diversas contradições, embora não conteste que um maior nível educacional esteja fortemente correlacionado com o aumento do rendimento individual. Caplan destaca como a maioria dos adultos raramente se lembra de muito do que lhes foi ensinado na escola que não seja relacionado com a sua carreira, além do inglês e matemática, e mesmo os dois últimos são inadequados. Caplan também analisa o efeito pele de carneiro, em que os maiores aumentos no rendimento provenientes do maior nível educacional ocorrem após a obtenção de um diploma académico, mas não para aqueles que abandonaram a faculdade, apesar de geralmente terem concluído alguns cursos. Caplan finalmente critica a inflação educacional, os crescentes requisitos educacionais para ocupações que não os exigem, como uma indicação de que o nível educacional é relativo e não tão benéfico para a sociedade como é retratado.

#### Valor presente da aprendizagem, ajustado pelo esquecimento
O modelo simples de capital humano tende a assumir que o conhecimento é retido indefinidamente, enquanto um tema omnipresente nas intervenções educacionais é que o "esbatimento" (em inglês: fadeout) (ou seja, o esquecimento) ocorre de forma fiável. Para dar um exemplo simples, podemos calcular o valor presente de um facto marginal {\displaystyle F} que aumenta a produtividade de uma pessoa por {\displaystyle V} como: {\displaystyle PV(F)=\int _{0}^{\infty }e^{-rt}Vdt={V \over {r}}}onde {\displaystyle r} é a taxa de desconto usada para calcular o valor presente. Se {\displaystyle V} é $ 100 e {\displaystyle r} é 5%, então o valor presente da aprendizagem {\displaystyle F} é de US$ 2.000. Mas isto está em desacordo com o conceito de esbatimento. Para corrigir isso, suponha que a função de densidade de probabilidade para retenção {\displaystyle F} segue uma distribuição exponencial —com a função de sobrevivência correspondente {\displaystyle S(t)=e^{-\lambda t}}. Então o valor presente da aprendizagem {\displaystyle F}, representando o esbatimento, é dado por: {\displaystyle PV(F)=\int _{0}^{\infty }e^{-rt}S(t)Vdt=\int _{0}^{\infty }e^{-(r+\lambda )t}Vdt={V \over {r+\lambda }}}Como o valor esperado de uma distribuição exponencial é {\displaystyle \lambda ^{-1}}, podemos ajustar este parâmetro com base em suposições sobre quanto tempo {\displaystyle F} é retido. Abaixo está uma tabela mostrando em que se baseia o valor presente e o tempo de retenção esperado do facto:
| 3 meses | 6 meses | 1 ano   | 2 anos   | 3 anos   | 5 anos   | 10 anos  |
| ------- | ------- | ------- | -------- | -------- | -------- | -------- |
| $ 24,69 | $ 48,78 | $ 95,24 | $ 181,82 | $ 260,87 | $ 400,00 | $ 666,67 |

Independentemente da suposição do tempo de retenção, o valor presente da aprendizagem {\displaystyle F} é significativamente reduzido.

### Modelo de sinalização
A principal alternativa ao modelo de capital humano da educação é o modelo de sinalização da educação. A ideia de sinalização do mercado de trabalho através do nível de escolaridade remonta ao trabalho de Michael Spence. O modelo desenvolvido por Spence sugeriu que, mesmo que um aluno não tenha adquirido nenhuma habilidade por meio de um programa educacional, o programa ainda pode ser útil, desde que o sinal da conclusão do programa esteja correlacionado com características que preveem o desempenho no trabalho.
Ao longo do livro, Caplan detalha uma série de observações que sugerem um papel significativo da sinalização no retorno à educação:
- A inteligência[5][6][7] e a consciência[8] são preditores conhecidos do sucesso educacional e profissional e são relativamente estáveis[9][10] ao longo da vida de uma pessoa.
- As estimativas internacionais do efeito de um ano adicional de educação no rendimento nacional são muito inferiores às que estimam o impacto de um ano adicional de educação no rendimento pessoal[11][1]
- Muitos alunos esquecem a matéria durante o verão e após o término das aulas[1]
  - Os adultos tendem a esquecer muitas das informações que aprenderam na escola[1] Isto baseia-se no livro anterior de Caplan, O Mito do Eleitor Racional.[12]
- Os alunos procuram fazer cursos que ofereçam notas A fáceis, em vez de cursos mais difíceis
- O efeito pele de carneiro parece ser bastante grande[1]
- A transferência de aprendizagem para outras disciplinas parece ser baixa ou inexistente[1]

Considerando os sinais de sinalização acima, Caplan argumenta nos capítulos 5–6 que o retorno egoísta da educação é maior do que o retorno social da educação, sugerindo que um maior nível de escolaridade cria uma externalidade negativa. Por outras palavras, o status é uma soma zero; a competência não é.

### Análise de custo-benefício de ir para a faculdade
Para muitos estudantes, Caplan argumenta que a maior parte do retorno social negativo de prosseguir os estudos advém da acumulação de dívidas estudantis e da perda de oportunidades de emprego para estudantes que provavelmente não concluirão a faculdade. Caplan sugere que estes estudantes seriam melhor atendidos pelo ensino profissional.

## Recomendações de políticas
Caplan defende duas principais respostas políticas ao problema da sinalização na educação:
1. Austeridade educacional
2. Aumento da educação profissional

A primeira recomendação é que o governo precisa de reduzir drasticamente o financiamento da educação, uma vez que a despesa com a educação pública nos Estados Unidos, em todos os níveis, ultrapassa anualmente 1 bilião de dólares. A segunda recomendação é incentivar um maior ensino profissional, porque os alunos que provavelmente não terão sucesso na faculdade devem desenvolver habilidades práticas para atuar no mercado de trabalho. Caplan defende uma ênfase acrescida no ensino profissional que seja semelhante em natureza aos sistemas da Alemanha e da Suíça.